# Wiltzsch
Wiltzsch ist eine Ortslage von Venusberg, das seit 2010 zu Drebach im sächsischen Erzgebirgskreis gehört.

## Lage
Wiltzsch liegt nordwestlich von Venusberg und Drebach und östlich von Gelenau auf rund 397 m im Tal der Wilisch. Die Siedlung ist nur durch die Wilisch vom Ortsgebiet von Gelenau getrennt.

## Geschichte

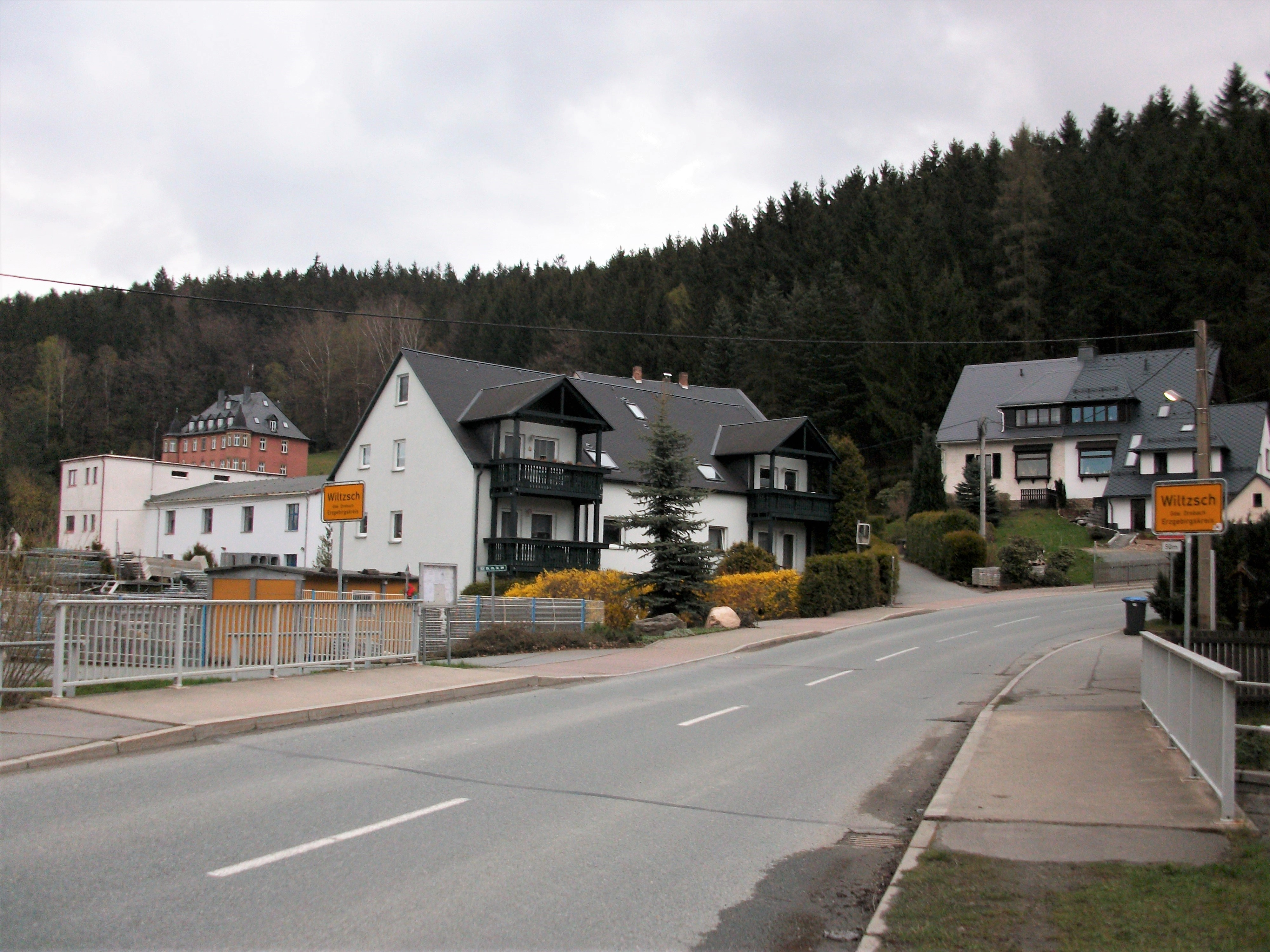
Venusberg, Ortslage Wiltzsch im Tal der Wilisch

Spätestens 1480 wurde Wiltzsch als uff dem Wilsch erstmals erwähnt. Spätere Ortsnamensformen sind Wiltzsch (1543, 1551, 1875) und Wilsch, Wilzsch (1791). Seit jeher ist Wiltzsch eine Ortslage von Venusberg und gehörte demnach zunächst zum Rittergut Venusberg (1551, 1696, 1764) und später zur Gemeinde Venusberg, bis diese seit Januar 2010 zu Drebach gehört. Entsprechend war der Ort zunächst dem (Gerichts-) Amt Wolkenstein (1696, 1764, 1816, 1843) an, später der Amtshauptmannschaft Marienberg, dem Landkreis Zschopau und ab 1994 dem Mittleren Erzgebirgskreis, bis dieser 2008 im Erzgebirgskreis aufging. Wiltzsch erlitt im Jahre 1945, dem letzten Kriegsjahr des Zweiten Weltkrieges, starke Verluste beim Versuch die Venuswerke in der benachbarten Ortslage Spinnerei, eine Rüstungsfabrik, zu zerstören.
1551 lebten in Wiltzsch 5 besessene Mann und ein Hausgenosse, 1764 waren es nur noch ein besessener Mann und 4 Häusler. 1843 lebten 51 Personen in der Ortslage, 1871 84 und 1890 109 Personen. Aktuell leben in Wiltzsch 55 Personen.